# Microterys africa
Microterys africa är en stekelart som först beskrevs av Girault 1917.  Microterys africa ingår i släktet Microterys och familjen sköldlussteklar. Inga underarter finns listade i Catalogue of Life.